# Runeberg-Törtchen

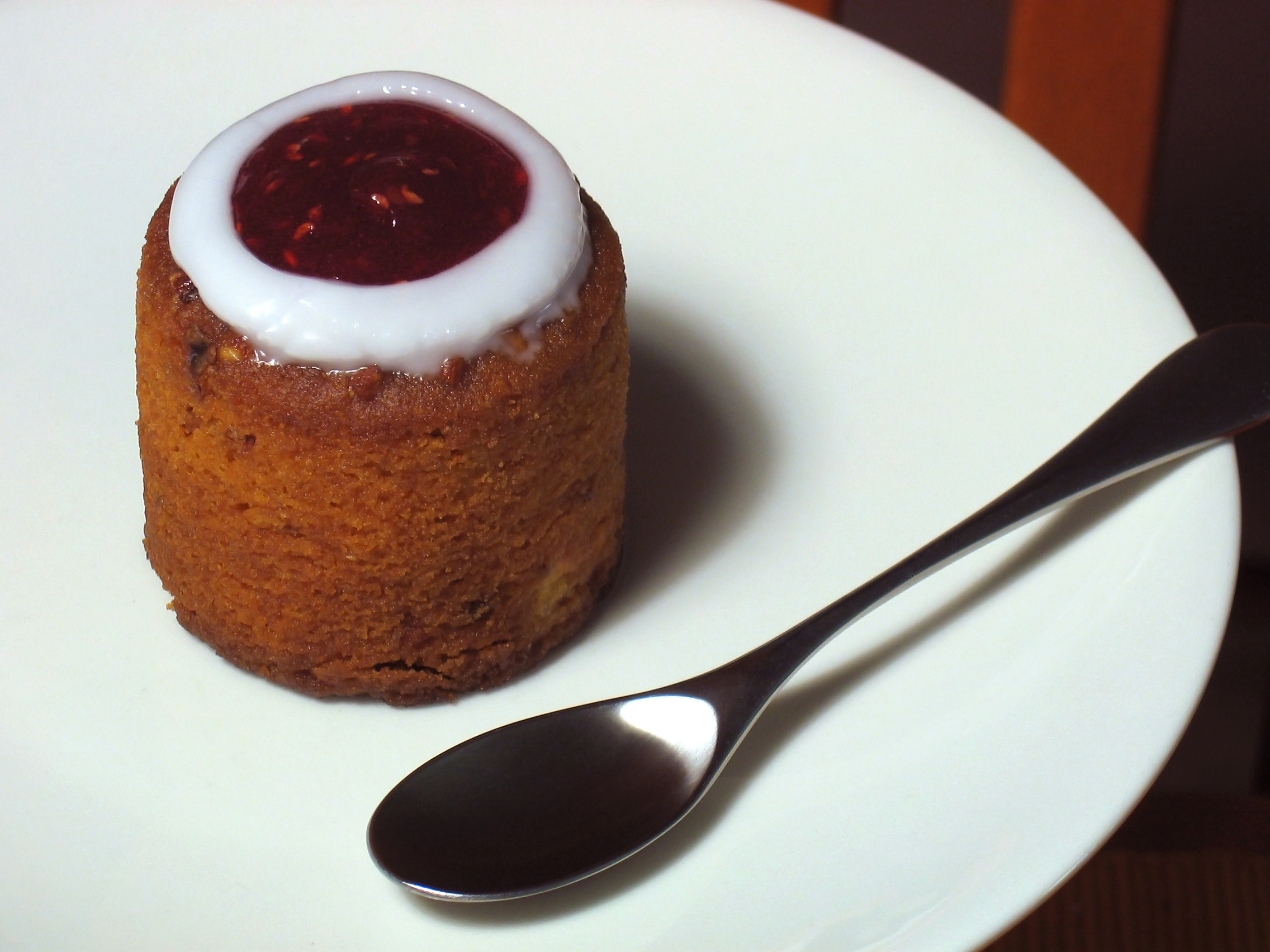
Runeberg-Törtchen

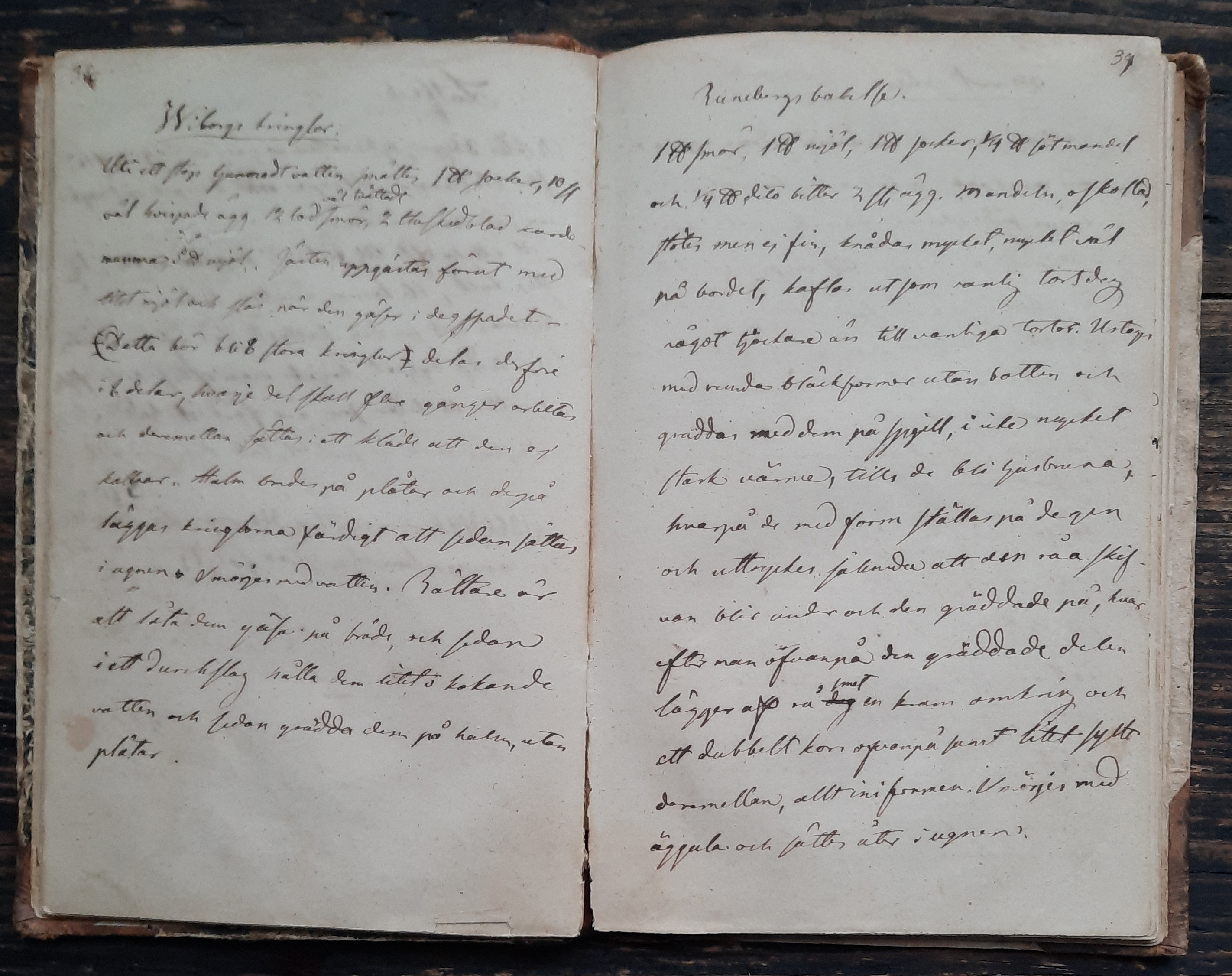
Fredrika Runebergs Rezept für das Runeberg-Törtchen (hier:) aus den 1850er Jahren

Das Runeberg-Törtchen (schwedisch runebergstårta, finnisch runebergintorttu) ist ein Gebäck aus Finnland.
Der finnlandschwedische Schriftsteller Johan Ludvig Runeberg soll in seinem Wohnort Borgå (finnisch Porvoo) jeden Tag diese Törtchen gegessen haben. In Finnland wird am 5. Februar, dem Geburtstag des Nationaldichters Johan Ludvig Runeberg, offiziell der Runeberg-Tag (schwedisch Runebergsdagen, finnisch Runebergin päivä) begangen. Schon für Wochen vor diesem Tag sind die Runeberg-Törtchen in ganz Finnland erhältlich und werden zum Gedenken an den Schriftsteller gegessen. In Borgå können die Runeberg-Törtchen das ganze Jahr in jeder Bäckerei gekauft werden.
Der Überlieferung nach hat Fredrika Runeberg, die Frau von Johan Ludvig Runeberg und ebenfalls eine bekannte Schriftstellerin, das Gebäck erfunden. Zur Herstellung werden kleingehackte Mandeln, Mehl, Brösel von Lebkuchen und Sauerteigbrot, Ei und andere Zutaten zu einem Teig gemischt und wie ein Rührkuchen gebacken. Die fertiggestellten Törtchen werden mit Zuckerguss und Himbeerkonfitüre garniert.